# Родословное древо и происхождение кочевых племён
Шаджара-йи насаб наме-йи илатийа (также «Родословное древо и происхождение кочевых племён») — рукопись анонимного автора, написанная в конце XIX века на кыргызском языке арабским письмом почерком насталик. Данная рукопись является ценным источником для изучения письменной культуры кыргызов XIX века, кыргызской санжыры, места и истории ислама в кыргызском обществе.

## Описание рукописи
Рукопись «Родословное древо и происхождение кочевых племён» написана на кыргызском языке почерком насталик. На лицевой стороне свитка с большой тщательностью и художественным мастерством выгравированы, словно плотной вышивкой, аяты из Корана и комментарии к ним, написанные на арабском языке разборчивым, но мелким почерком насх. Рукопись написана на свёрнутой бумаге длиной 3,13 м, шириной 10,5 см.
Автор и год написания рукописи неизвестны. А. М. Мокеев, на основе косвенных данных, предположил, что генеалогия в «Шаджара-йи насаб наме-йи илатийа» была написана во время деятельности Байгазы-баатыра, то есть не позднее конца XIX века.

## Содержание
Несмотря на то, что рукопись называется «Родословное древо и происхождение кочевых племён», в ней приведена только генеалогия одного из манапов племени сарыбагыш — Байгазы-баатыра:

«Согласно рассказу хазрата ‘Уккаша потомками Шейх-Мансура Халладжа по мужской линии являются Рашид ал-хакк, его сын Муршид ал-хакк, его сын Аршид ал-хакк, его сын Газ ад-дин-бий, его сын ‘Амад ад-дин-бий, его сын Мансур ад-дин-бий, его сын Сейид ад-дин-бий, его сын Сейид-‘Али-бий, его сын Муз ад-дин-бий, его сын Долон-бий, его сын Арслан-бий, его сын Калпак-бий, его сын Туркман-бий, его сын Ормон-бий, его сын Бозлан-бий, его сын Сатыке-бий, его сын Каратай-бий, его сын Каракозу-бий, его сын Телкозу-бий, его сын Шергазы-бий, его сын Мырзакмат-бий, его сын Рахман-бий, его сын Галфур-бий, его сын Кабылан-бий, его сын Боз-Улан-бий, его сын Ак-Оглан-бий, его сын Тагай-бий, его сын Кылжыр-бий, его сын Доолос-бий, его сын Манап-бий, его сын Соотай-бий, его сын Сарысеит-бий, его сын Учуке-бий, его сын Маматкулу-бий, его сын Болот-бий, его сын Эсенгул-баатыр, его сын Ниязбек-баатыр, его сын Субан-баатыр, его сын Мусаке-баатыр, его сын Байгазы-баатыр».— «Родословное древо и происхождение кочевых племён».

### Мансур аль-Халладж
В рукописи Шейх Мансур упомянут как прародитель кыргызов. В 897 году Шейх Мансур аль-Халладж прибыл в Туркестан со своими учениками и начал распространять ислам среди кочевников. Как утверждают некоторые кыргызские исследователи, легенды о Шейх Мансуре сохранились среди племён, обитавших в Туркестане, и позже вошли в устные санжыра кыргызов. При составлении родословной из «Шаджара-йи насаб наме-йи илатийа» были использованы сведения из более ранних, не дошедших до нас письменных санжыра.